# Olympische Sommerspiele 1964/Teilnehmer (Kanada)
| Gelbes Symbol für Goldmedaillen mit stilisierten Olympischen Ringen | Graues Symbol für Silbermedaillen mit stilisierten Olympischen Ringen | Braundes Symbol für Bronzemedaillen mit stilisierten Olympischen Ringen |
| ------------------------------------------------------------------- | --------------------------------------------------------------------- | ----------------------------------------------------------------------- |
| 1                                                                   | 2                                                                     | 1                                                                       |

Kanada nahm an den Olympischen Sommerspielen 1964 in Tokio mit einer Delegation von 115 Athleten (95 Männer und 20 Frauen) an 92 Wettkämpfen in 16 Wettbewerben teil.
Die kanadischen Sportler gewannen eine Gold-, zwei Silber- und eine Bronzemedaille. Damit belegte Kanada im Medaillenspiegel den 22. Platz. Olympiasieger wurden die Ruderer Roger Jackson und George Hungerford im Zweier ohne Steuermann. Fahnenträger bei der Eröffnungsfeier war der Sportschütze Gilmour Boa.

## Teilnehmer nach Sportarten

### Basketball
- 14. Platz
Barry Howson
Fred Ingaldson
George Stulac
James Maguire
John McKibbon
Joseph Stulac
Keith Hartley
Ruby Richman
Rolly Goldring
Walter Birtles
Warren Reynolds

### Boxen
- Walter Henry
Fliegengewicht: in der 1. Runde ausgeschieden

- Campbell Palmer
Leichtgewicht: im Achtelfinale ausgeschieden

- Harvey Reti
Halbweltergewicht: in der 1. Runde ausgeschieden

- Frederick Desrosiers
Weltergewicht: in der 1. Runde ausgeschieden

### Fechten
Männer
- John Andru
Florett: in der 1. Runde ausgeschieden
Degen: in der 1. Runde ausgeschieden
Säbel: in der 1. Runde ausgeschieden

- Robert Foxcroft
Florett: in der 1. Runde ausgeschieden
Degen: in der 1. Runde ausgeschieden
Säbel: in der 1. Runde ausgeschieden

Frauen
- Pacita Wiedel
Florett: in der 1. Runde ausgeschieden

### Gewichtheben
- Allen Salter
Federgewicht: 18. Platz

- Pierre St. Jean
Mittelgewicht: 13. Platz

- John Lewis
Mittelschwergewicht: 9. Platz

### Hockey
- 13. Platz
Ron Aldridge
Victor Warren
Lee Wright
Tony Boyd
John Young
Ian Johnston
Patrick Ruttle
Peter Buckland
Richard Chopping
Derrick Anderson
Allan Raphael
Gerard Ronan
Peter Vander Pyl
Harry Preston

### Judo
- Douglas Rogers
Schwergewicht: Silber

### Kanu
Männer
- Arpad Simonyik
Einer-Kajak 1000 m: im Halbfinale ausgeschieden

- Gabor Joo
Zweier-Kajak 1000 m: im Halbfinale ausgeschieden

- Michael Brown
Zweier-Kajak 1000 m: im Halbfinale ausgeschieden

- Paul Stahl
Einer-Canadier 1000 m: 7. Platz

- Andor Elbert
Zweier-Canadier 1000 m: 7. Platz

- Fred Heese
Zweier-Canadier 1000 m: 7. Platz

### Leichtathletik
Männer
- Harry Jerome
100 m: Bronze 
200 m: 4. Platz

- Bill Crothers
400 m: im Halbfinale ausgeschieden
800 m: Silber

- Don Bertoia
800 m: im Vorlauf ausgeschieden

- Ergas Leps
1500 m: im Halbfinale ausgeschieden

- Bruce Kidd
5000 m: im Vorlauf ausgeschieden
10.000 m: 26. Platz

- Cliff Nuttall
110 m Hürden: im Vorlauf ausgeschieden

- Bill Gairdner
400 m Hürden: im Vorlauf ausgeschieden
Zehnkampf: 11. Platz

- Alex Oakley
20 km Gehen: Rennen nicht beendet
50 km Gehen: 14. Platz

- Gerry Moro
Stabhochsprung: 10. Platz
Zehnkampf: 16. Platz

Frauen
- Irene Piotrowski
100 m: im Halbfinale ausgeschieden
200 m: im Vorlauf ausgeschieden

- Abby Hoffman
400 m: im Vorlauf ausgeschieden
800 m: im Vorlauf ausgeschieden

- Jenny Wingerson-Meldrum
80 m Hürden: im Vorlauf ausgeschieden
Fünfkampf: 13. Platz

- Amy Snider
80 m Hürden: im Vorlauf ausgeschieden

- Dianne Gerace
Hochsprung: 5. Platz
Fünfkampf: 15. Platz

- Nancy McCredie
Kugelstoßen: 7. Platz
Diskuswurf: 15. Platz

### Reiten
- Inez Fischer-Credo
Dressur: 18. Platz

- Christilot Hanson-Boylen
Dressur: 20. Platz

### Ringen
- Koji Hirabayashi
Bantamgewicht, Freistil: in der 2. Runde ausgeschieden

- Matti Jutila
Federgewicht, griechisch-römisch: in der 2. Runde ausgeschieden
Federgewicht, Freistil: in der 3. Runde ausgeschieden

- Rodger Doner
Leichtgewicht, Freistil: in der 2. Runde ausgeschieden

- Phil Oberlander
Weltergewicht, Freistil: 6. Platz

### Rudern
- Leif Gotfredsen
Einer: 8. Platz

- Roger Jackson
Zweier ohne Steuermann: Gold

- George Hungerford
Zweier ohne Steuermann: Gold

- Daryl MacDonald
Vierer ohne Steuermann: 11. Platz

- Robert Brookson
Vierer ohne Steuermann: 11. Platz

- Neil Campbell
Vierer ohne Steuermann: 11. Platz

- Christopher Leach
Vierer ohne Steuermann: 11. Platz

- Thomas Gray
Achter mit Steuermann: 9. Platz

- Max Wieczorek
Achter mit Steuermann: 9. Platz

- Richard Bordewick
Achter mit Steuermann: 9. Platz

- Eldon Worobieff
Achter mit Steuermann: 9. Platz

- Wayne Pretty
Achter mit Steuermann: 9. Platz

- John Larsen
Achter mit Steuermann: 9. Platz

- Marc Lemieux
Achter mit Steuermann: 9. Platz

- Daryl Sturdy
Achter mit Steuermann: 9. Platz

- David Overton
Achter mit Steuermann: 9. Platz

### Schießen
- Bill Hare
Schnellfeuerpistole 25 m: 22. Platz
Freie Pistole 50 m: 27. Platz

- Garfield McMahon
Schnellfeuerpistole 25 m: 47. Platz
Freie Pistole 50 m: 16. Platz

- Gilmour Boa
Kleinkalibergewehr Dreistellungskampf 50 m: 38. Platz
Kleinkalibergewehr liegend 50 m: 4. Platz

- George Marsh
Kleinkalibergewehr Dreistellungskampf 50 m: 32. Platz
Kleinkalibergewehr liegend 50 m: 31. Platz

- Floyd Nattrass
Trap: 12. Platz

- Harry Willsie
Trap: 39. Platz

### Schwimmen
Männer
- Daniel Sherry
100 m Freistil: im Halbfinale ausgeschieden
200 m Schmetterling: 8. Platz
4-mal-100-Meter-Freistil-Staffel: im Vorlauf ausgeschieden
4-mal-200-Meter-Freistil-Staffel: im Vorlauf ausgeschieden
4-mal-100-Meter-Lagen-Staffel: im Vorlauf ausgeschieden

- Sandy Gilchrist
100 m Freistil: im Halbfinale ausgeschieden
400 m Freistil: im Vorlauf ausgeschieden
1500 m Freistil: im Vorlauf ausgeschieden
400 m Lagen: 5. Platz
4-mal-100-Meter-Freistil-Staffel: im Vorlauf ausgeschieden
4-mal-200-Meter-Freistil-Staffel: im Vorlauf ausgeschieden
4-mal-100-Meter-Lagen-Staffel: im Vorlauf ausgeschieden

- Ralph Hutton
100 m Freistil: im Vorlauf ausgeschieden
400 m Freistil: im Vorlauf ausgeschieden
200 m Rücken: 7. Platz
200 m Schmetterling: im Vorlauf ausgeschieden
400 m Lagen: im Vorlauf ausgeschieden
4-mal-100-Meter-Freistil-Staffel: im Vorlauf ausgeschieden
4-mal-200-Meter-Freistil-Staffel: im Vorlauf ausgeschieden
4-mal-100-Meter-Lagen-Staffel: im Vorlauf ausgeschieden

- Ron Jacks
400 m Freistil: im Vorlauf ausgeschieden
200 m Rücken: im Vorlauf ausgeschieden
4-mal-100-Meter-Freistil-Staffel: im Vorlauf ausgeschieden
4-mal-200-Meter-Freistil-Staffel: im Vorlauf ausgeschieden
4-mal-100-Meter-Lagen-Staffel: im Vorlauf ausgeschieden

Frauen
- Marion Lay
100 m Freistil: 5. Platz
4-mal-100-Meter-Freistil-Staffel: 7. Platz
4-mal-100-Meter-Lagen-Staffel: 6. Platz

- Helen Kennedy
100 m Freistil: im Vorlauf ausgeschieden
100 m Rücken: im Vorlauf ausgeschieden
100 m Schmetterling: im Vorlauf ausgeschieden
400 m Lagen: im Vorlauf ausgeschieden
4-mal-100-Meter-Freistil-Staffel: 7. Platz
4-mal-100-Meter-Lagen-Staffel: 6. Platz

- Mary Stewart
100 m Freistil: im Vorlauf ausgeschieden
100 m Schmetterling: 8. Platz
4-mal-100-Meter-Freistil-Staffel: 7. Platz
4-mal-100-Meter-Lagen-Staffel: 6. Platz

- Jane Hughes
400 m Freistil: 5. Platz

- Patty Thompson
400 m Freistil: im Vorlauf ausgeschieden
4-mal-100-Meter-Freistil-Staffel: 7. Platz

- Barbara Hounsell
400 m Freistil: im Vorlauf ausgeschieden
400 m Lagen: im Vorlauf ausgeschieden

- Eileen Weir
100 m Rücken: 7. Platz
4-mal-100-Meter-Lagen-Staffel: 6. Platz

- Marianne Humeniuk
100 m Schmetterling: im Halbfinale ausgeschieden

### Segeln
- Bruce Kirby
Finn-Dinghy: 11. Platz

- David Miller
Star: 7. Platz

- William West
Star: 7. Platz

- Richard Lennox
Flying Dutchman: 12. Platz

- Paul Henderson
Flying Dutchman: 12. Platz

- Ed Botterell
Drachen: 11. Platz

- J. J. MacBrien
Drachen: 11. Platz

- Lynn Watters
Drachen: 11. Platz

- Sandy MacDonald
5,5-Meter-Klasse: 7. Platz

- Bernie Skinner
5,5-Meter-Klasse: 7. Platz

- Douglas Woodward
5,5-Meter-Klasse: 7. Platz

### Turnen
Männer
- Richard Kihn
Einzelmehrkampf: 82. Platz
Boden: 65. Platz
Pferdsprung: 77. Platz
Barren: 60. Platz
Reck: 99. Platz
Ringe: 94. Platz
Seitpferd: 50. Platz

- Willie Weiler
Einzelmehrkampf: 86. Platz
Boden: 80. Platz
Pferdsprung: 14. Platz
Barren: 60. Platz
Reck: 105. Platz
Ringe: 88. Platz
Seitpferd: 95. Platz

- Gilbert Larose
Einzelmehrkampf: 92. Platz
Boden: 76. Platz
Pferdsprung: 54. Platz
Barren: 91. Platz
Reck: 82. Platz
Ringe: 71. Platz
Seitpferd: 104. Platz

Frauen
- Gail Daley
Einzelmehrkampf: 55. Platz
Boden: 61. Platz
Pferdsprung: 42. Platz
Stufenbarren: 57. Platz
Schwebebalken: 59. Platz

### Wasserspringen
Männer
- Tom Dinsley
3 m Kunstspringen: 18. Platz
10 m Turmspringen: 24. Platz

Frauen
- Judy Stewart
3 m Kunstspringen: 11. Platz
10 m Turmspringen: 23. Platz

- Carol Ann Morrow
3 m Kunstspringen: 19. Platz
10 m Turmspringen: 11. Platz